# Naturphilosophie

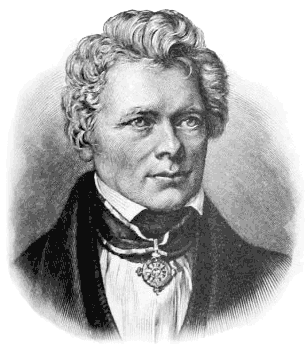
Schelling.

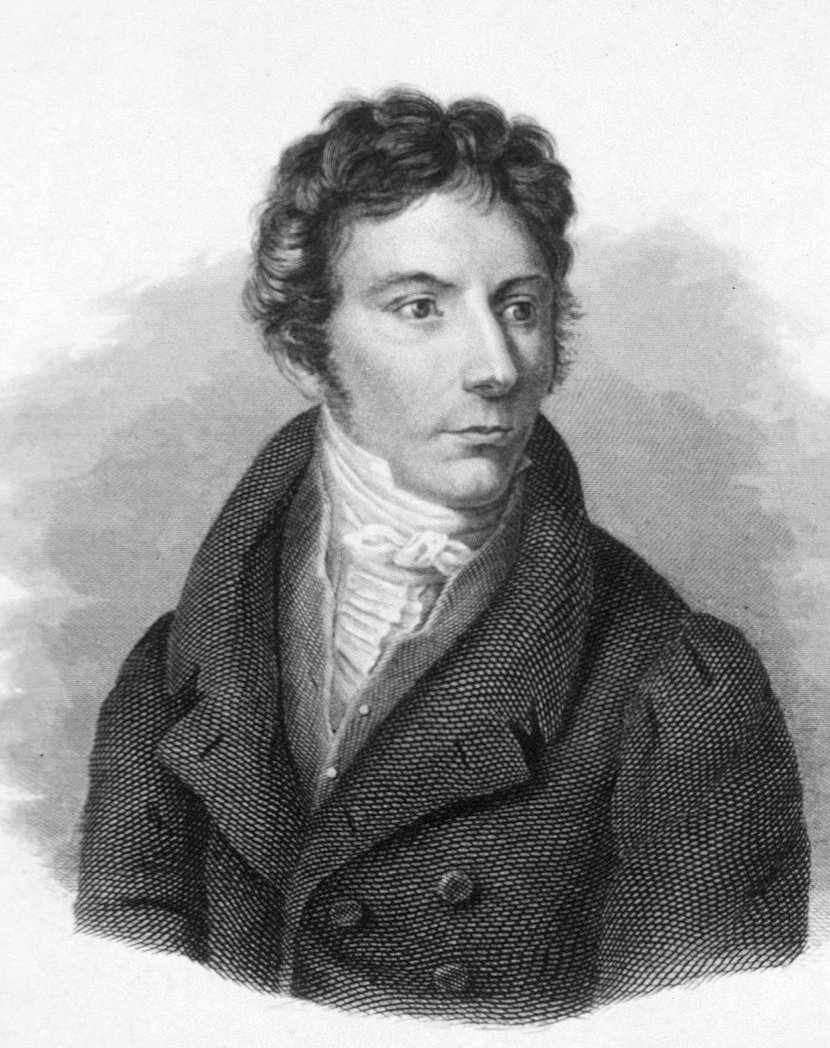
Lorenz Oken.

La Naturphilosophie o Filosofía de la Naturaleza fue una corriente de la tradición filosófica del idealismo alemán del siglo XIX ligada al Romanticismo. Inspirada en la Crítica del Juicio de Kant y en la obra de Fichte, Friedrich Schelling fue su principal promotor. Frente al mecanicismo de la física clásica, la Naturphilosophie defendió una concepción orgánica de la ciencia en la que el sujeto juega un papel esencial, concibiéndose el mundo como una proyección del observador. 

## La Naturphilosophie en Francia
A menudo Étienne Geoffroy Saint-Hilaire es presentado como un naturphilosoph "a la francesa". Sin embargo, la situación científica de Francia y Alemania en el siglo XIX era muy distinta, por lo que esta calificación resulta inapropiada. En Francia e Inglaterra el Romanticismo quedó circunscrito a las artes y las letras y no pudo invadir el campo de las ciencias, donde reinaba una epistemología incompatible con la de la Naturphilosophie.

## La Naturphilosophie en biología
Los temas más recurrentes son el finalismo, la búsqueda de fuerzas y relaciones morfológicas ocultas y el establecimiento de correspondencias entre los objetos naturales. La correspondencia entre el micro y el macrocosmos lleva a considerar la naturaleza como un "organismo global". La teoría vertebral del cráneo de Lorenz Oken y la teoría de la metamorfosis de las plantas de Goethe  estuvieron profundamente impregnadas de las ideas de la Naturphilosophie.

## Naturphilosophen

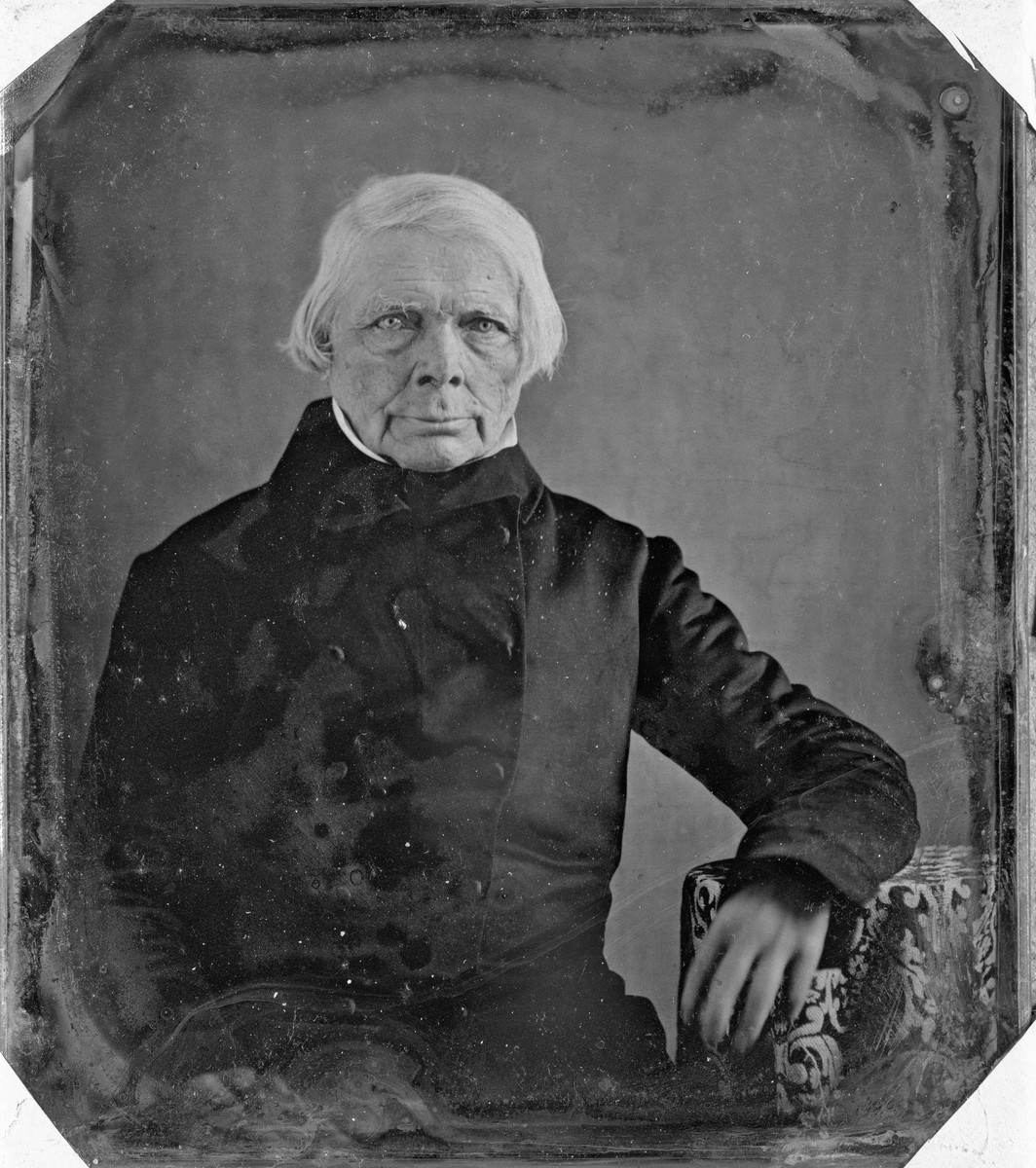
Retratos de daguerrotipo, Friedrich Wilhelm Schelling

Friedrich Schelling, Johann Gottfried Herder y Johann Wolfgang von Goethe son los tres grandes nombres asociados a la Naturphilosophie. No obstante, ninguno de ellos perteneció propiamente a este movimiento. Más bien, han de ser incorporados en la corriente del Sturm und Drang, aunque su influencia fue decisiva y explícitamente reconocida por los que pueden ser considerados estrictamente Naturphilosophen. Entre ellos destacan Carl Friedrich Kielmeyer, Lorenz Oken, Johann Baptist von Spix, Henrich Steffens, Carl Gustav Carus y Johann Friedrich Meckel.
Ludolph Christian Treviranus (1779-1864), Christian Conrad Sprengel (1750-1816) y Dietrich Georg Kieser (1779-1862) concibieron a las células vegetales no como cavidades, sino como corpúsculos organizados e individualizados, allanando el camino a la futura teoría celular.

## Legado
El legado científico de la Naturphilosophie es ambiguo. Por un lado, fue un movimiento muy criticado por sus especulaciones metafísicas. Por otro, los naturphilosophen desarrollaron conceptos fundamentales en biología, como la homología o la visión histórica de la naturaleza.